# Algirdas Bučas
Algirdas Bučas (* 23. April 1939 in Kaunas) ist ein litauischer Unternehmer, Finanzmanager und einer der Großaktionäre der litauischen Investment- und Private Equity-Gesellschaft Invalda.

## Leben
Bučas arbeitete in der Einwohnerhaushaltsverwaltung, im Obersten Vorstand der Geologie, Vilniaus skaičiavimo mašinų gamykla, Plankommission, an der Lietuvos mokslų akademija.
Von 1996 bis 2006 war er Präsident der AB „Invalda“. April 2011 hatte er 6,63 Proz. Aktien der AB „Invalda“. Nach Angaben von Ekonomika.lt beträgt das Vermögen von A. Bučas 95 Mio. Litas (≈28 Mio. Euro).
Bučas war Ratsmitglied der Lietuvos pramonininkų konfederacija.

## Familie
Bučas ist verheiratet. Mit Frau Nijolė hat er den Sohn Vytautas Bučas (* 1968) und die Tochter Salomėja.